# Hammerbrook station
Hammerbrook station är en pendeltågsstation i centrala Hamburg som trafikeras av S-Bahn. Stationen ligger i stadsdelen Hammerbrook längs Harburg S-Bahnlinje och öppnade 1983. Följande linjer trafikerar stationen S3 och S5. Kring stationen ligger kontorsdistriktet City Süd.

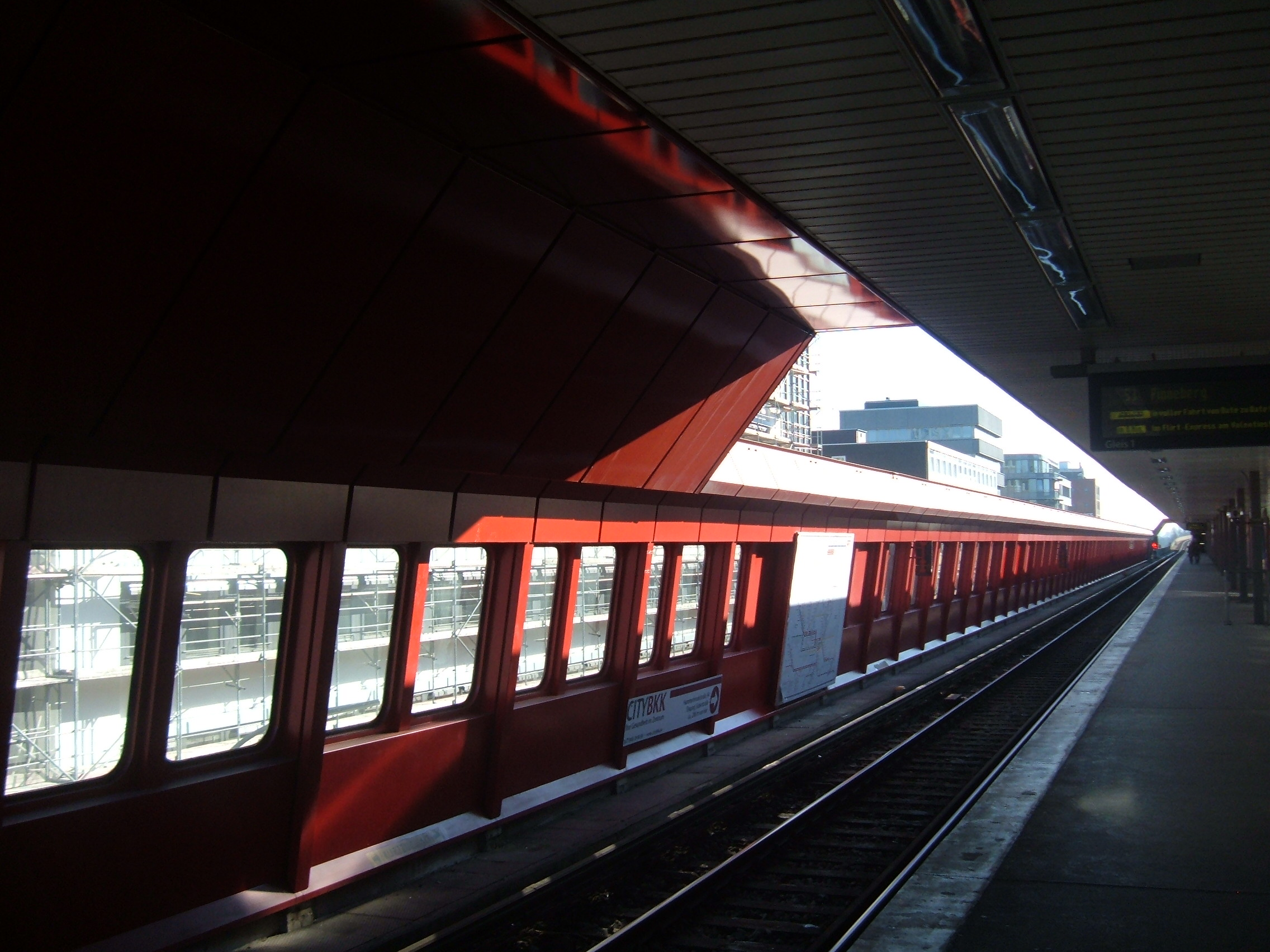
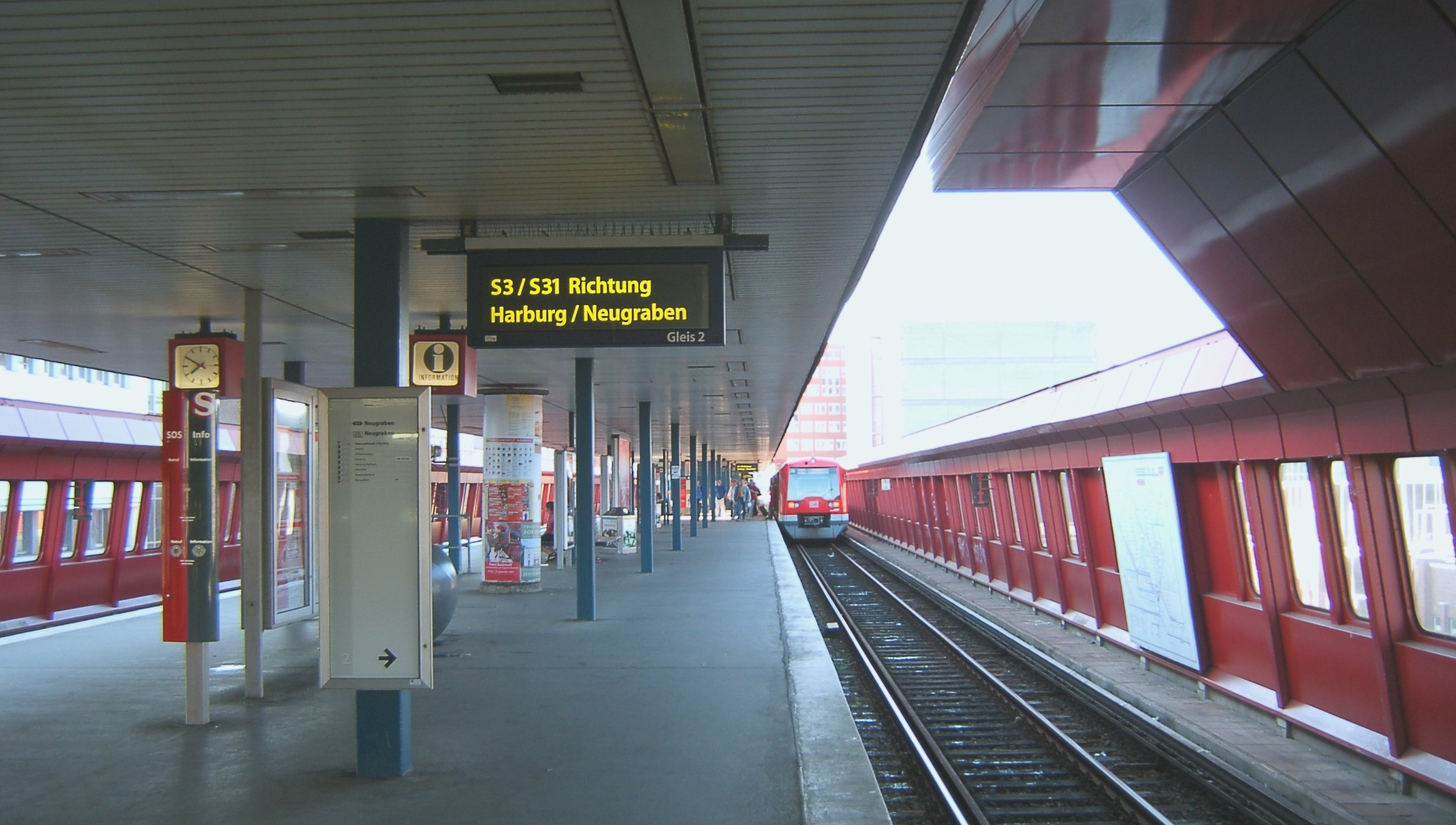
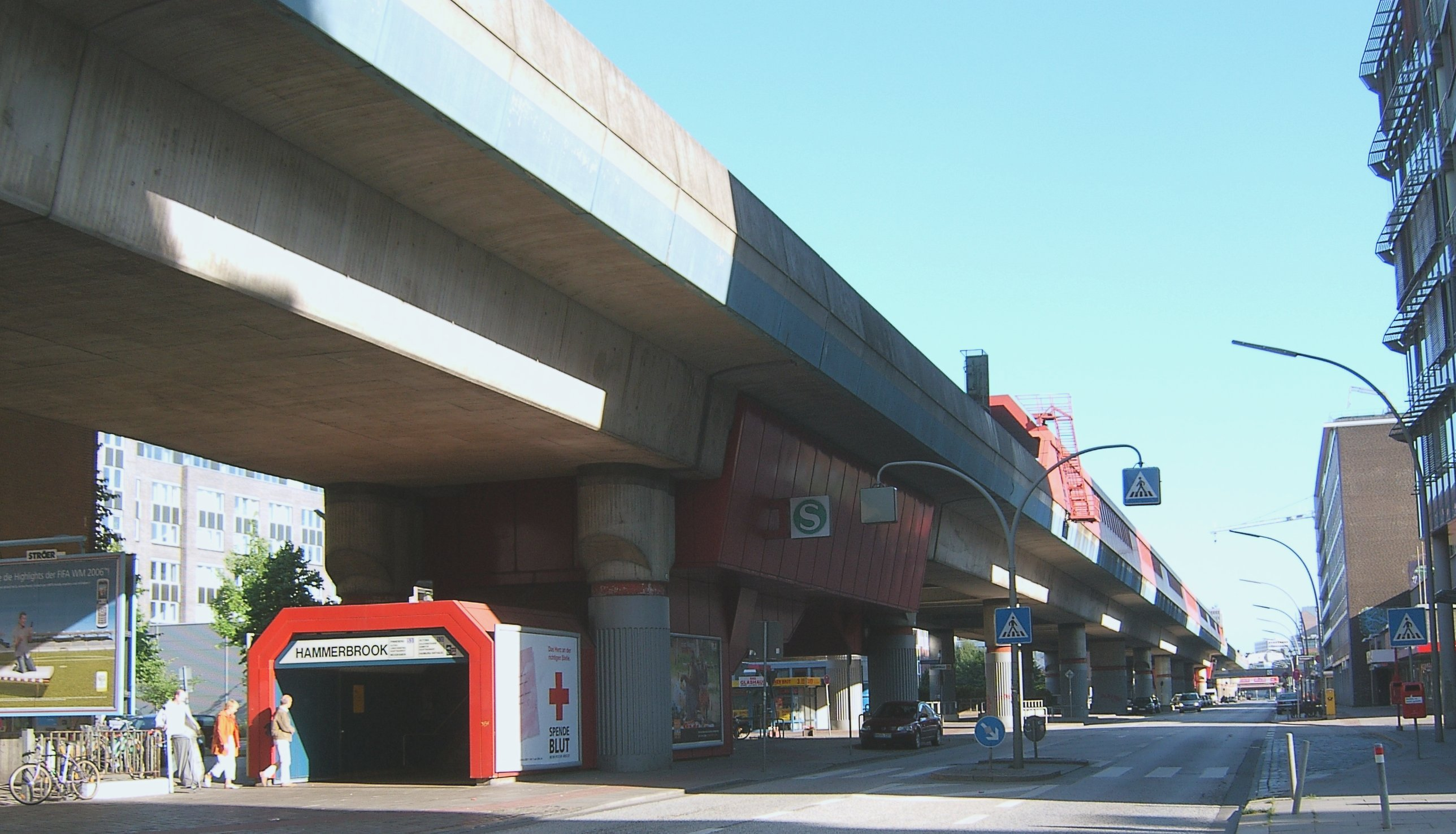
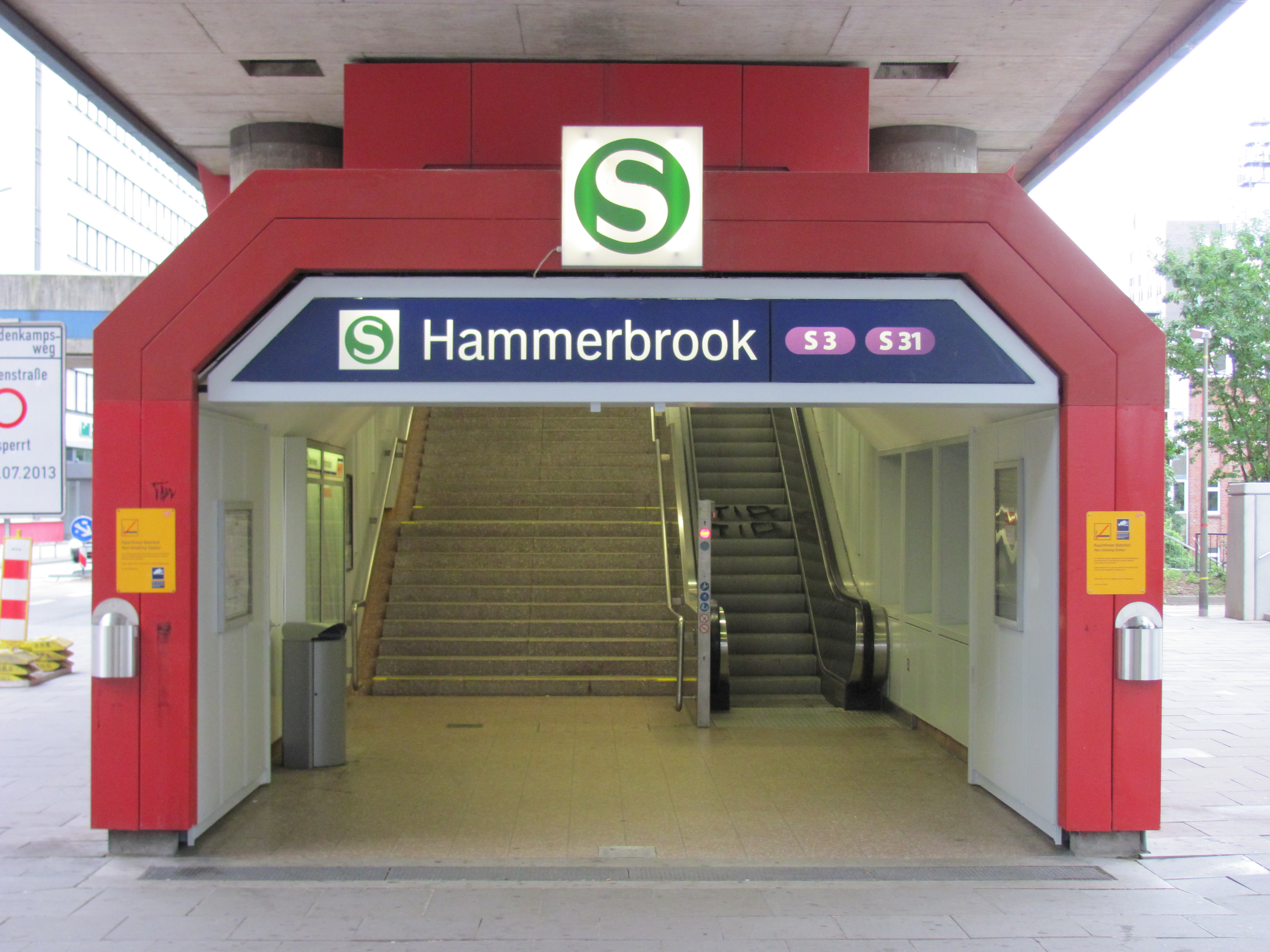